# Cosmia illustrata
Cosmia illustrata là một loài bướm đêm trong họ Noctuidae.